# Kené

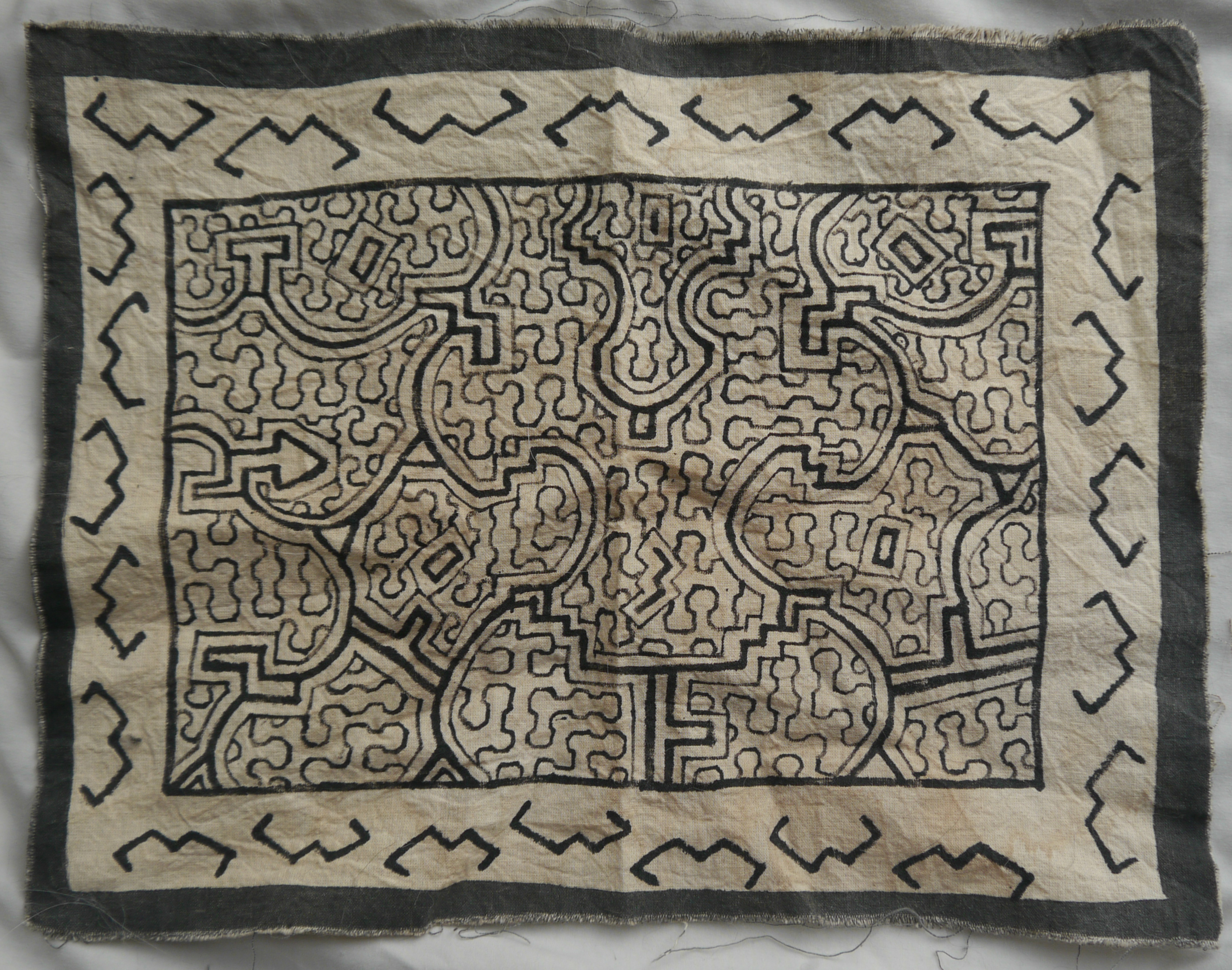
Diseño kené sobre un textil

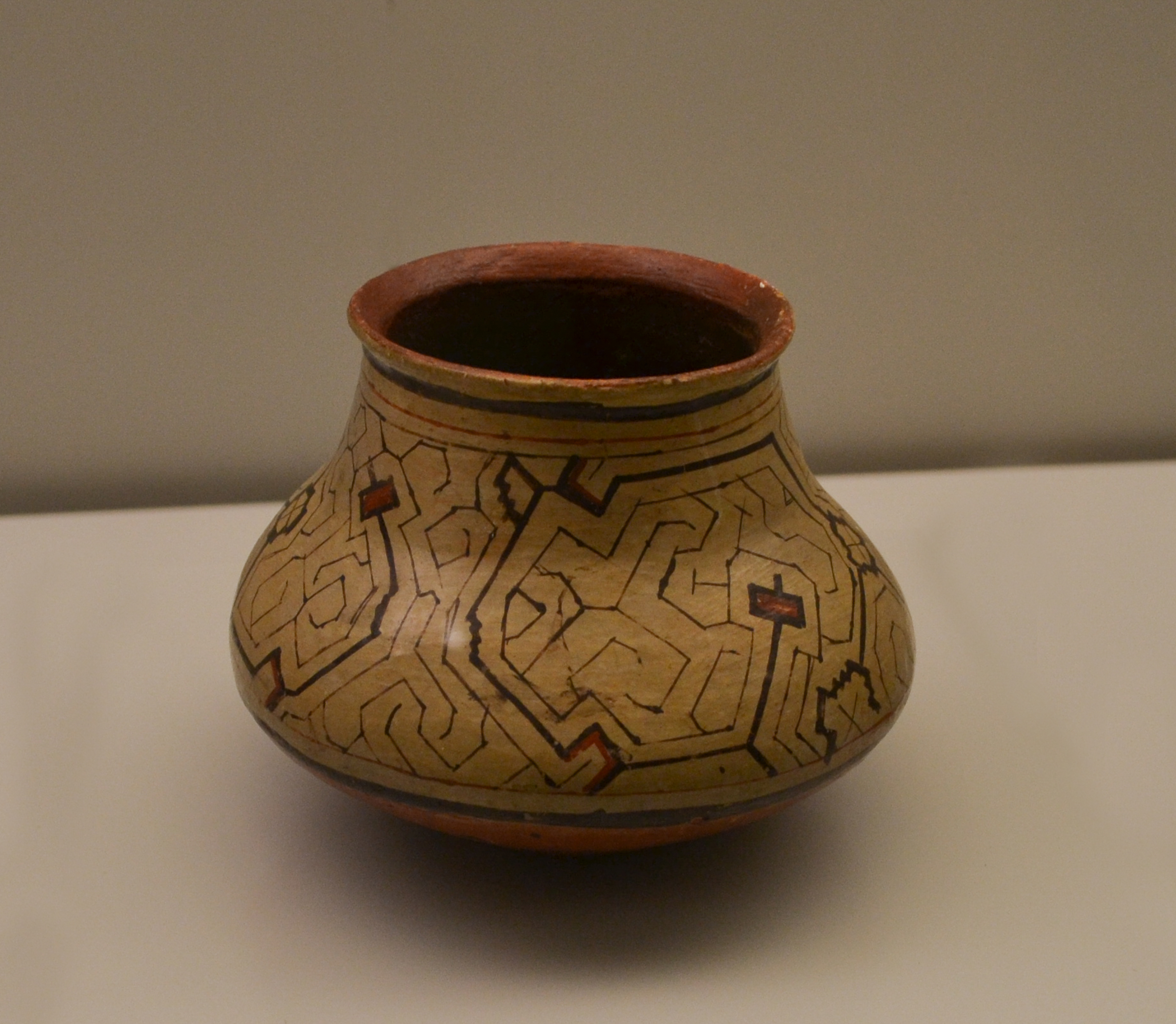
Diseño kené sobre una cerámica

El término kené, o kene, hace referencia a los diseños tradicionales pintados por mujeres y hombres sobre cerámicas, textiles, superficies de madera y cuerpos del pueblo shipibo-conibo de la amazonía central de Perú. Los diseños kené están compuestos de patrones geométricos que expresan la cosmovisión y la espiritualidad shipiba que tiende a la búsqueda de la belleza y del equilibrio del ser en su relación con el entorno natural. Cuando el diseño se borda en un textil se denomina kewé. El 16 de abril de 2008 fueron declarados parte del Patrimonio Cultural de la Nación.
Algunas mujeres artistas shipibas que han participado en la difusión del arte kené han sido Miriam Soria, Herlinda Agustín, Chonon Bensho, Wylma Maynas Inuma, Olinda Silvano, Sadith Silvano, Jessica Silvano Inuma y Lastenia Canayo.

## Origen
En idioma shipibo-conibo, el término jakon nete (compuesto por las palabras jakon 'bueno' y nete 'mundo') hace referencia al mundo espiritual de la medicina tradicional shipiba. Este término puede ser traducido como el "mundo bueno" o "la tierra sin mal". Cuando el médico visionario shipibo (meraya o onanya) establece una conexión profunda con el jakon nete, a este vínculo se le denomina kano. Los diseños generados en la imaginación a partir de este vínculo profundo con el jakon nete se denominan kene.

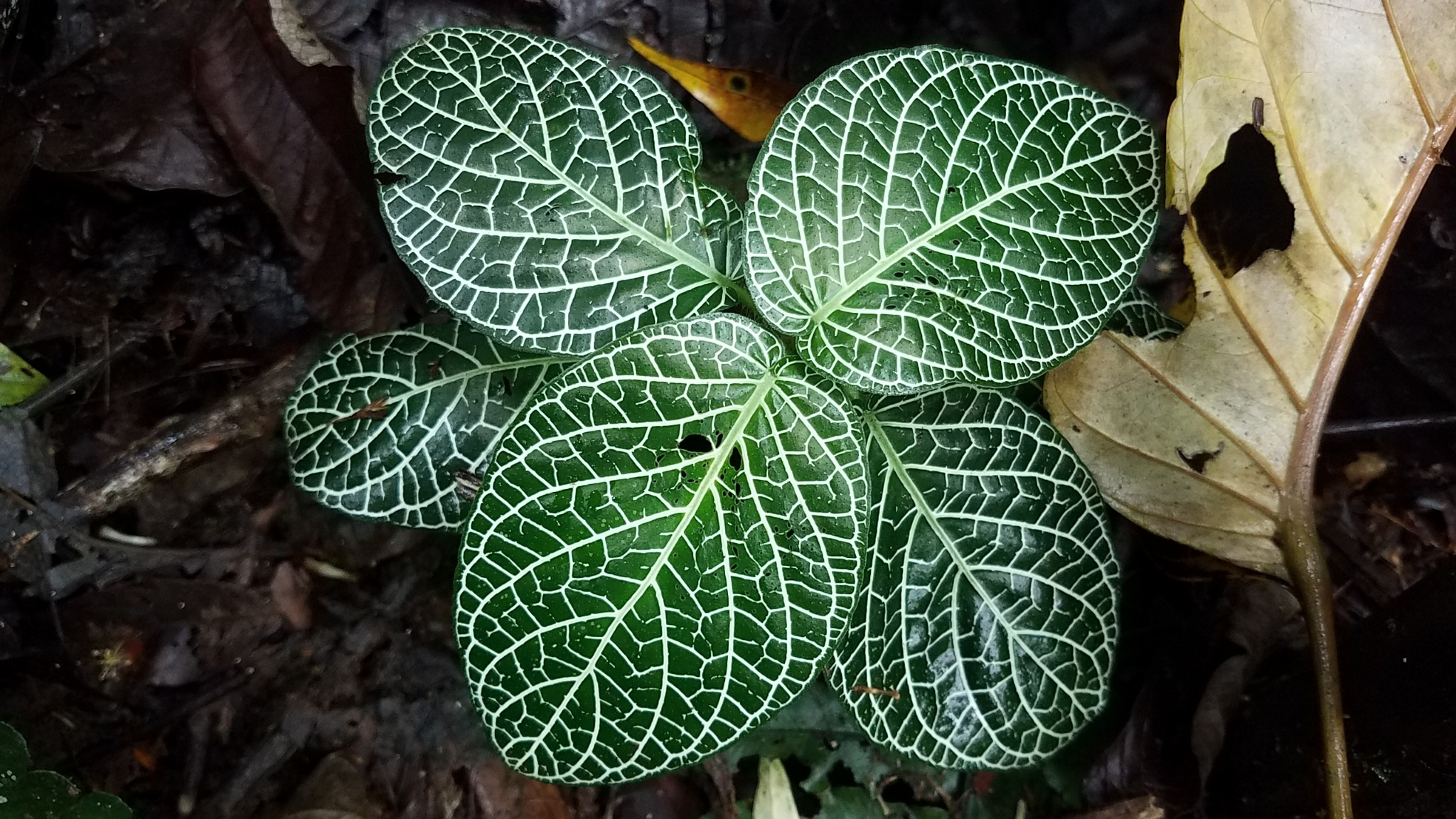
Las hojas de la planta ipo kené (Fittonia albivenis) son fuentes de inspiración para los diseños realizados por las mujeres shipibas

Buena parte de los diseños son inspirados a través de sueños, visiones de ayahuasca, dietas con plantas maestras y la misma naturaleza. Existen plantas llamadas piripiri cuyos extractos son aplicados en los ojos y en el ombligo de las jóvenes shipibas que les da conocimiento de los diseños kené para la curación. Muchas plantas y animales presentan kené: la principal es la anaconda (rono ewa, ronin), considerada la madre de los diseños. La planta ipo kené (Fittonia albivenis) y el pez ipo presentan kené en las hojas y en la cabeza, respectivamente.
Los materiales utilizados para la aplicación de los diseños en textiles, madera y cerámicas son de origen natural e industrial. utiliza materiales variados, algunos derivados del bosque y las chacras, como los tintes naturales, las semillas y el algodón, y otros industriales, como las telas, los hilos de lana de colores y las cuentas de vidrio.

## Importancia cultural

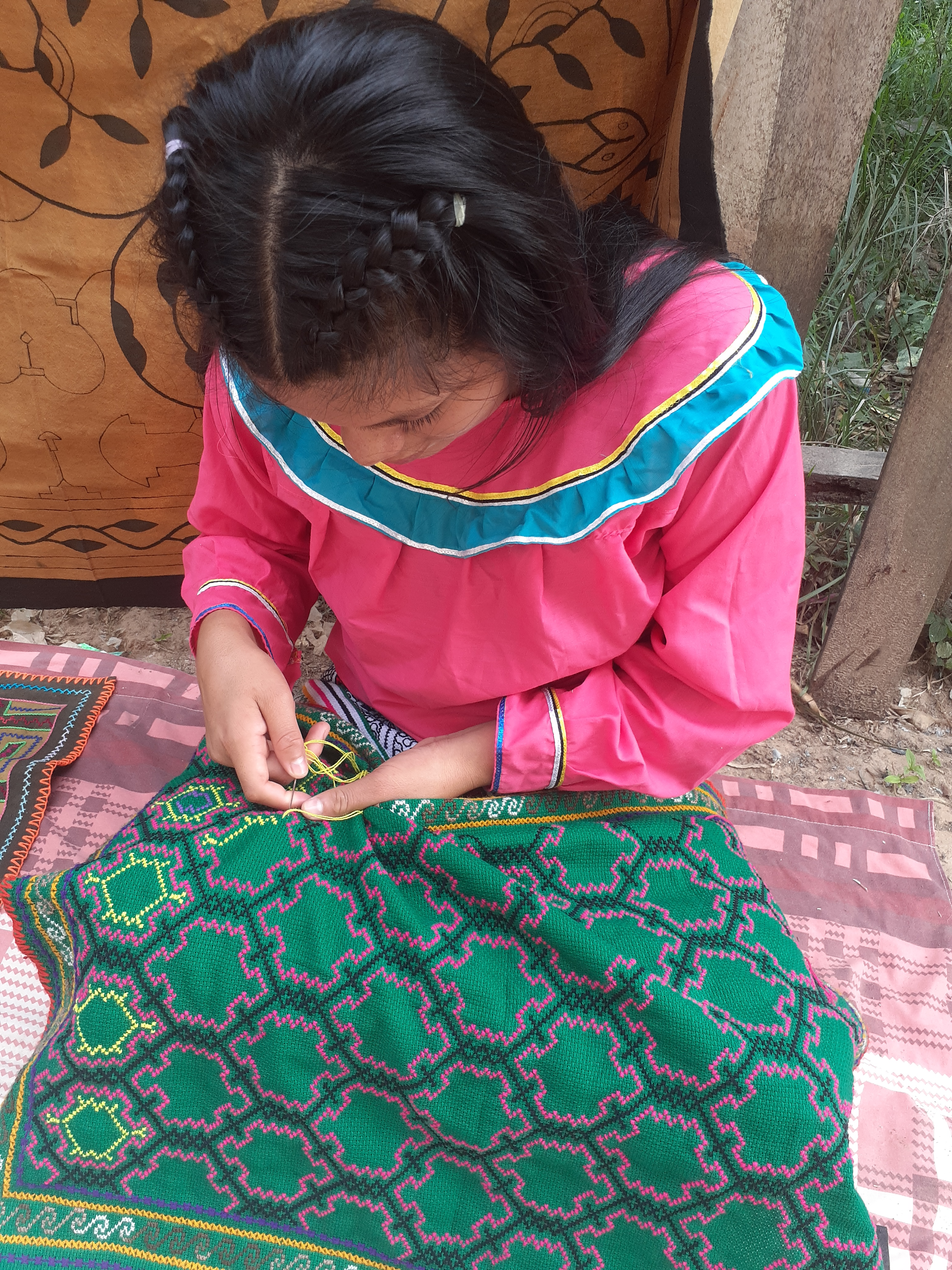
Bordado de kewé en textil

Los diseños kené son parte de la identidad cultural y son marcadores de identidad étnica del pueblo shipibo-conibo. Estos diseños se pintan sobre el cuerpo (rostro), utensilios de madera (remos, pipas, mazas), textiles (faldas, camisas) y cerámicas. Tradicionalmente son las mujeres quienes trasladan los diseños en cerámicas, textiles y el cuerpo, mientras los hombres tallan los diseños en utensilios de madera. Cuando se bordan en textiles reciben el nombre de kewé.

### Patrimonio cultural de la nación
En 2008 el señor Jorge Luis Baca de las Casas, en representación colectivo de artistas shipibo-konibo Barin Bababo (Hijos del Sol), presentó una solicitud de declaratoria de patrimonio de los diseños kené a la Dirección de Estudio y Registro de la Cultura en el Perú Contemporáneo . El expediente fue elaborado por la antropóloga Luisa Elvira Belaunde.
El 16 de abril de 2008 los diseños kené fueron declarados parte del Patrimonio Cultural de la Nación a través de la Resolución Directoral n.° 540 del Instituto Nacional de Cultura (INC), ahora Ministerio de Cultura, dentro de la categoría de Expresiones artísticas plásticas: arte y artesanías. La resolución resuelve:

Declarar Patrimonio Cultural de la Nación al Kené, en tanto se trata de una manifestación cultural que resume la cosmovisión, el conocimiento y la estética de la sociedad shipibo - koniba y que es, además, su principal elemento identitario frente a la sociedad occidental.
Resolución Directoral n.° 540/INC
16 de abril de 2018

### Mito del kené como código
Algunos estudiosos han asegurado que existe una relación entre los patrones de los diseños kené y los cantos sagrados (íkaros o, en lengua shipiba: besho). Fernando Portal y María Jesús Shultz afirmaron que el kené, al ser un código inscrito «en un medio tangible opera en forma visual y auditiva, ya que, al recorrerlo con los dedos, guía a shipibos y shipibas a expresar un íkaro». No obstante, Bernd Brabec de Mori y Laida Mori Silvano de Brabec establecen que los «diseños geométricos discutidos (kené y kewé) sirven para indicar identidad étnica, belleza y calidad, pero que no se encuentra evidencia alguna de un código». Si bien las letras de los cantos hacen referencia a los kené, en los diseños no existe correspondencia entre los patrones geométricos y una estructura musical.

### Usos contemporáneos
Más allá del pintado de los kené sobre madera, textiles y cerámicas, las mujeres shipibas, consideradas en la modernidad artistas, también los pintan sobre murales públicos en entornos urbanos como una forma de resistencia cultural. Asimismo, muchos turistas nacionales y extranjeros compran textiles con diseños kené con fines decorativos en sus hogares. Muchos turistas y antropólogos interpretan los kené como representaciones de las visiones durante experiencias psicodélicas. Bernd Brabec de Mori y Laida Mori Silvano de Brabec afirman que los diseños preceden al uso de la ayahuasca por parte del pueblo shipibo.